# جون بوكانان (لاعب كرة قدم مواليد 1951)
جون بوكانان (بالإنجليزية: John Buchanan)‏ هو لاعب كرة قدم ومدرب كرة قدم بريطاني في مركز الوسط، ولد في 19 سبتمبر 1951 في Dingwall ‏ في المملكة المتحدة. لعب مع كارديف سيتي ونادي روس كاونتي ونورثامبتون تاون.